# Войводиново
Войводиново (болг. Войводиново) — село в Болгарии. Находится в Пловдивской области, входит в общину Марица. Население составляет 1 889 человек.

## Политическая ситуация
В местном кметстве Войводиново, в состав которого входит Войводиново, должность кмета (старосты) исполняет Димитр  Петков Барашки (Болгарский земледельческий народный союз (БЗНС)) по результатам выборов.
Кмет (мэр) общины Марица — Запрян Иванов Дачев (Болгарская социалистическая партия (БСП)) по результатам выборов.